# Manu'a
Manu'a ou les îles de Manu'a (en samoan, Manuʻa tele) sont un groupe d'îles de l'archipel des Samoa américaines, notamment Ta'ū, Ofu et Olosega. Ces îles sont situées à 110 km de Tutuila. Le chef de Manu'a et des îles environnantes céda son domaine aux États-Unis d'Amérique le 16 juillet 1904. La lignée souveraine de l'île s'éteignit le 2 avril 1909.

## Géographie
Ces trois îles possèdent des volcans. Certains fragments volcaniques et autres longent encore la mer à 14 °C sud de l'équateur. Contrairement à certains endroits dans le monde, la population de ces îles a nettement diminué durant des décennies. Dans les années 1930, seule 20 % de la population des Samoas Américains a vécu sur les îles de Manuʻa. En 1980, on ne comptait plus que 6 % de la population. Communément, les familles Samoas sont propriétaires de toute l'île de Manuʻa.

## Histoire
La traditionnelle capitale de Manuʻa est le village de Taʻū, sur l'île de Taʻū, aujourd'hui territoire américain des Samoans. En juillet 1904, elle a été cédée aux États-Unis par décret signé de la main de Tui Manua Elisala (chef suprême de Manuʻa).